# Ewa Łukaszyk
Ewa Łukaszyk (ur. 26 lipca 1972 w Lublinie) – polska literaturoznawczyni, komparatystka i teoretyczka kultury, do 2018 pracowała jako profesor nadzwyczajna na Uniwersytecie Warszawskim. W pracy naukowej zajmuje się historią literatury portugalskiej i innych literatur luzofońskich, a w szczególności twórczością José Saramago. Prowadzi badania i namysł teoretyczny w takich dziedzinach, jak humanistyka transkulturowa i ujęcia globalne w komparatystyce oraz historii idei.

## Życiorys
Studiowała romanistykę na Uniwersytecie Marii Curie-Skłodowskiej w Lublinie oraz luzytanistykę i komparatystykę na Uniwersytecie Lizbońskim, a później przez krótki okres także arabistykę na Uniwersytecie Jagiellońskim. W 1997 uzyskała tytuł magistra filologii romańskiej na podstawie pracy pt. Les propriétés de l'imaginaire dans le cycle autobiographique de Conrad Detrez. Doktoryzowała się na Uniwersytecie Jagiellońskim w 1999 przedstawiając rozprawę L'architecture de la demeure imaginaire dans la prose narrative portugaise des années 1960–1996 (promotorka – Regina Bochenek-Franczak). W latach 2002–2003 była stypendystką Fundacji na rzecz Nauki Polskiej. W 2003 uzyskała stopień doktora habilitowanego na podstawie monografii Terytorium a świat. Wyobrażeniowe konfiguracje przestrzeni w literaturze portugalskiej od schyłku średniowiecza do współczesności, a w 2018 otrzymała tytuł naukowy profesora. W latach 1997–2006 była związana zawodowo z Instytutem Filologii Romańskiej Uniwersytetu Jagiellońskiego, a w latach 2006–2018 z Wydziałem „Artes Liberales” UW. Do 2020 była również aktywna jako członek Komisji Neofilologicznej Polskiej Akademii Umiejętności oraz Polskiego Towarzystwa Orientalistyczego. Od 2016 do chwili obecnej coraz częściej przebywała za granicą (Portugalia, Francja, Niderlandy), gdzie prowadziła badania finansowane w ramach grantów, m.in. Fundacji Calouste'a Gulbenkiana, programu Horizon2020 Komisji Europejskiej (MSCA), CY Initiative of Excellence. W latach 2017–2018 pracowała w Ośrodku Studiów Zaawansowanych Doliny Loary LE STUDIUM w Orleanie (realizując badania w Centrum Studiów nad Renesansem w Tours), zaś w latach 2020–2021 w podobnym ośrodku w Cergy pod Paryżem. Natomiast w latach 2018–2020 Ewa Łukaszyk przebywała jako guest researcher (badaczka wizytująca) w Centrum Studiów nad Islamem i Społeczeństwem Uniwersytetu w Lejdzie.

## Zainteresowania i poglądy naukowe

### Luzytanistyka
W zakresie historii literatury portugalskiej, Ewa Łukaszyk zwracała szczególną uwagę na ewolucję mitologii narodowej Portugalczyków (z takimi elementami, jak sakralizacja państwowości na mocy cudu pod Ourique, potraktowanie ekspansji morskiej w kategoriach misji religijnej, sebastianizm, teza o przyszłości Portugalii w millenarystycznym Piątym Imperium), a następnie jej rozpad po upadku imperium kolonialnego Portugalii. Jej główna hipoteza dotycząca rozwoju literatury portugalskiej w końcu XX wieku i na początku nowego tysiąclecia streszcza się w zapożyczonym od Edwarda Saida pojęciu stylu późnego, stanowiącego ekspresję dysharmonii osiągniętej wówczas, gdy skończyły się fiaskiem wcześniejsze próby budowania syntezy, nazywane przez Łukaszyk formacją hiperkulturową. Miała ona być realizacją uniwersalistycznych aspiracji Portugalczyków, pragnących przekształcić własną kulturę w „rzekomą esencję łączności, ramę, w której będą miały odtąd istnieć inne kultury”. Ostatecznie jednak najnowsza literatura portugalska, w ujęciu Łukaszyk, stanowi „lekcję wyczytaną z długiego trwania, które w ostatecznym rozrachunku nie przynosi akumulacji bogactwa, lecz przeciwnie, ruinę. […] Apokalipsa pochłania teksty, nie pozwala ostać się ludzkiej historii”. Nastroje apokaliptyczne przewijające się w literaturze portugalskiej stanowią jednak wkład pozytywny, w którym objawia się prawda o kondycji człowieka, jego dziejach, relacjach z obcością.

### Humanistyka transkulturowa
Do haseł kluczowych używanych przez Łukaszyk należy pojęcie Pustyni, pustki, kulturowego i tożsamościowego opróżnienia, powtarzającego religijny paradygmat ogołocenia, zawarty m.in. w chrześcijańskiej koncepcji kenozy. Namysł Łukaszyk skupia się wokół pojęć transgresji i aspiracji transkulturowej, zmierzającej do przekroczenia skostniałych kodów i tożsamości kulturowych, które jednostka dziedziczy lub które zostają jej narzucone, co prowadzi wręcz do wizji pozakulturowego stawania się człowieka, pragnącego radykalnego oderwania od krępujących go paradygmatów i przekroczenia własnej kondycji kulturowej:
Pokusa transkulturowej Pustyni sprowadza się do najbardziej radykalnej dekontekstualizacji, jest pragnieniem znalezienia się nigdzie, poza wszelkim umiejscowieniem, poza tradycją jako kartoteką wzorów do naśladowania, poza regułami którejkolwiek z gier językowych, wręcz poza Wittgensteinowskim językiem, wyznaczającym granice tego, co się da powiedzieć i tego, czego nie można zagwizdać.

### Globalne studia literaturoznawcze i globalna historia idei
W ciągu ostatniej dekady, Ewa Łukaszyk coraz częściej wychodziła od literatury portugalskiej w stronę namysłu nad literaturą świata rozumianą jako organiczny system literacki, domagający się całościowego potraktowania w globalnych studiach literaturoznawczych; stawia także postulat globalnej historii idei. Zajmowała się literaturami silnie mniejszościowymi, takim jak m.in. literatura Gwinei Bissau, pisząc o ich sposobie funkcjonowania w globalnym systemie literackim. Opisuje je w kategoriach eksploracji powiązań transkolonialnych lub „transindygenistycznej inkrustacji” w matrycy języka dominującego. Pojęcia transkolonialności i transindygeniczności oznaczają tu rozwijanie równorzędnych relacji pomiędzy różnymi kulturami poddanymi przemocy kolonialnej (w przeciwieństwie do narzuconej relacji dominujący / zdominowany), bądź też poszukiwanie solidarności pomiędzy różnymi kulturami o charakterze plemiennym.

### Idee heterodoksyjne i nurty mistyczne w kręgu religii monoteistycznych
Wśród prowadzonych przez Ewę Łukaszyk projektów badawczych pojawiają się również takie zagadnienia, jak poszukiwanie języka adamowego (pierwotnej mowy ludzkości sprzed biblijnej katastrofy wieży Babel) w średniowieczu i wczesnym okresie nowożytnym; rekonstrukcja tego języka wydawała się możliwa renesansowym wizjonerom, takim jak Guillaume Postel czy João de Barros, gdyż w wyniku europejskiej ekspansji morskiej doszło do nawiązania kontaktów pomiędzy rozproszonymi ludami. Łukaszyk badała też dziedzictwo heterodoksyjnych i mistycznych nurtów religii monoteistycznych we współczesnej transkulturowej literaturze regionu śródziemnomorskiego i Europy. Zajmowała się m.in. sufizmem jako zjawiskiem religijnym powiązanym z rozwojem specyficznych form wyobraźni literackiej, cechującym się ogromną rozciągłością (od Afryki Zachodniej po Bengal).

## Kontrowersje
Ewa Łukaszyk nie znalazła miejsca w polskim środowisku luzytanistycznym, mimo że w latach 1997-2006 współtworzyła filologię portugalską na Uniwersytecie Jagiellońskim, rozwijając ją od poziomu lektoratu języka portugalskiego. W latach 2001–2006 kierunek miał formalnie status specjalizacji portugalistycznej. W ramach tych studiów Łukaszyk wykładała m.in. historię literatury portugalskiej XIX i XX wieku, a w 2006 roku wypromowała pięć magistrantek. Po odejściu Łukaszyk z UJ nabór został zawieszony. Rozwój portugalistyki w latach 2001-2006, a także wkład Ewy Łukaszyk w organizację nowego kierunku jest często negowany. W zakładce "Historia" na stronie Instytutu Filologii Romańskiej UJ jako datę powstania portugalistyki podaje się rok 2008 oraz informację, że portugalistyka powstała "dzięki staraniom profesora Jerzego Brzozowskiego", który został kierownikiem utworzonej na UJ Katedry im. Vergílio Ferreiry. Również w publikacjach dotyczących historii studiów portugalistycznych w Polsce, Brzozowski systematycznie pomijał nazwisko Łukaszyk, przypisując główne zasługi sobie. Głoszone publicznie opinie zmieniły się dopiero po wyjeździe Łukaszyk z Polski. Warszawska portugalistka Anna Kalewska uznała wówczas, że „dyskurs akademicki o literaturze portugalskiej przybrał na sile u progu trzeciego tysiąclecia wraz z początkiem twórczości akademickiej Ewy Łukaszyk”. Podobny pogląd wyraził też Jerzy Brzozowski, przyznając, że Łukaszyk przyczyniła się do zmiany zapatrywań na twórczość José Saramago w Polsce. Jednakże od odejścia w 2006 z Uniwersytetu Jagiellońskiego, gdzie Łukaszyk uskarżała się na mobbing i wrogość ze strony przełożonych i kolegów, nie była już dopuszczana do pracy dydaktycznej w zakresie filologii portugalskiej, mimo iż nadal realizowała w tej dziedzinie badania finansowane ze środków publicznych.

## Publikacje
Ewa Łukaszyk jest autorką ponad 200 publikacji, w tym monografii, artykułów i recenzji w cenionych polskich i zagranicznych czasopismach naukowych. Była także tłumaczką oraz redaktorką i współredaktorką tomów zbiorowych. Zamieszcza również eksperymentalne eseje typu work-in-progress na stronie internetowej pt. Nomadian, eksplorując relacje pomiędzy dyskursami humanistyki a obrazem, a także pomiędzy globalnym literaturoznawstem a podróżą i szerzej, doświadczeniem osobistym czytającego podmiotu.
- Współczesna proza portugalska (1939–1999), Kraków: Universitas, 2000.
- Terytorium a świat. Wyobrażeniowe konfiguracje przestrzeni w literaturze portugalskiej od schyłku średniowiecza do współczesności, Kraków: Wydawnictwo Uniwersytetu Jagiellońskiego, 2003.
- Pokusa pustyni. Nomadyzm jako wyjście z kryzysu współczesności w pisarstwie José Saramago, Kraków: Universitas, 2005.
- (red.) Archipelagi wyobraźni. Z dziejów toposu wyspy w kręgu literatur romańskich, Kraków, Wydawnictwo Uniwersytetu Jagiellońskiego, 2007.
- (współaut.) Historia literatur iberoamerykańskich, Wrocław: Ossolineum, 2010.
- Imperium i nostalgia. „Styl późny” w kulturze portugalskiej, Warszawa: DiG, 2015.
- (współred.) Nie tylko salon. Wspólnotowe formy życia literackiego, Warszawa: DiG, 2016.
- Humanistyka, która nadchodzi. W poszukiwaniu kondycji transkulturowej, Warszawa: DiG, 2018.
- (współred.) Niewłasne lektury. Od pisarstwa w języku wyuczonym do wielości kultur czytania, Warszawa: DiG, 2018.
- Mgławica Pessoa. Literatura portugalska od romantyzmu do współczesności, Wrocław: Ossolineum, 2019.